# Environnement en Lettonie
L'environnement en Lettonie est l'environnement (ensemble des éléments - biotiques ou abiotiques - qui entourent un individu ou une espèce et dont certains contribuent directement à subvenir à ses besoins) du pays Lettonie.

## La biodiversité en Lettonie

### Milieux, faune et flore
723 espèces de plantes et d'animaux, et 93 biotopes, ont été listés comme espèces et habitats spécialement protégés.

#### Faune et flore
La Lettonie abrite 18 047 espèces animales, 5 396 espèces de plantes et 4 000 espèces de champignons. 907 espèces (environ 3,3 % de la totalité) sont répertoriées comme rares  et en danger de disparition.

### Faune
La faune est très variée et la population animale particulièrement nombreuse. La Lettonie fait partie des pays qui comptent encore des spécimens de lynx d'Eurasie à l'état sauvage. Certaines forêts abritent des loups mais principalement des sangliers, différents cervidés, des élans et des renards roux parmi d'autres espèces animales.
Le territoire compte également un grand nombre de cigognes noires et cigognes blanches, des castors (animal autrefois très présent, qui a donné son nom à la rue principale de Riga (Beverstasse), avant qu'elle ne soit renommée en 1929) des aigles pomarins ainsi que des loutres.
Cette richesse est cependant issue d'un fragile équilibre que la pression humaine tend à bouleverser. D'une part, à cause de la réduction de l'espace sauvage au profit de l'agriculture et d'autre part, à cause de la chasse du loup ou du castor à caractère purement récréatif ou fondée sur la peur.

### Pression sur les ressources non renouvelables

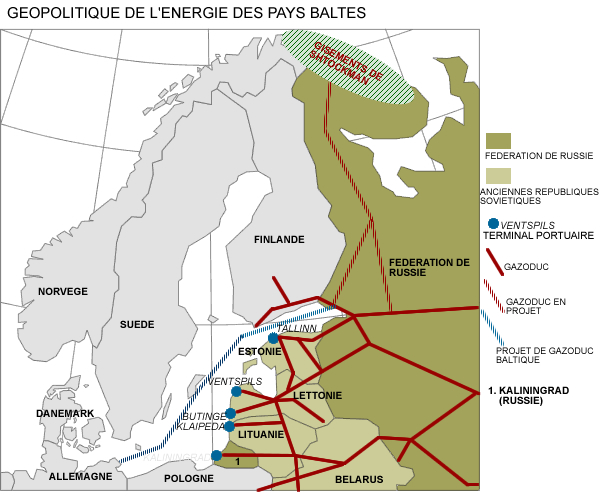
Carte du réseau de gazoducs, des gisements et des ports en mer Baltique.

## Impacts sur les milieux naturels

### Pollutions

#### Les émissions de gaz à effet de serre (GES)
En 2012, les émissions de gaz à effet de serre (GES) étaient de ... MTCO2, soit ... % des émissions mondiales.

## L'exposition aux risques
La Lettonie est exposée à de multiples aléas naturels : séismes, tempêtes, incendies, glissements de terrain, sécheresses et canicules...

### Sécheresses et canicules
En 2018, le pays fait face à une vague d'incendies et de sècheresses inédite. L'Europe du Nord connait alors une canicule avec des feux de forêt sans précédent. 2 176 ha ont brulé en Lettonie en 2018, contre 10 ha en moyenne de 2008 à 2017.

## Politique environnementale en Lettonie

### Traités internationaux
La Lettonie a signé le protocole de Kyoto.
Dans le cadre de la COP 21, la Lettonie est engagée à réduire ses émissions de gaz à effet de serre de ...

### Politique nationale

#### Histoire
Les premières lois pour la conservation de la nature remontent aux XVIe et XVIIe siècles. Au XIXe siècle plusieurs projets furent entrepris pour consolider les dunes le long de la mer Baltique et le golfe de Riga. Au début du XXe siècle, des zones enforestées possédant des traits culturels, historiques ou / et naturels ont été protégées. La première réserve naturelle a été établie en 1912 à Moricsala (une île du lac Usmas, à environ 50 km à l'ouest de Riga).
Le 3 juin 2015, Raimonds Vējonis, ancien ministre de l'environnement (2002-2011) puis de la défense (2014-2015), est élu Président de la Lettonie, faisant de lui le premier chef d'État d’un parti écologiste à l’échelle de l'Union européenne.

#### Protection des espèces et habitats
En Lettonie la protection des espèces et des habitats est définie par la Loi sur la Protection des Espèces et des Habitats, ratifiée par le Parlement le 16 mars 2000.